# Pepeljevac (miasto Kruševac)
Pepeljevac (cyr. Пепељевац) – wieś w Serbii, w okręgu rasińskim, w mieście Kruševac. W 2011 roku liczyła 2175 mieszkańców.